# 荒木次元
荒木 次元（あらき じげん、1996年12月26日 - ）は、日本の俳優。本名、荒木 次元（あらき じげん）。
東京都出身。有限会社is所属。

## 略歴
- 2007年 - NHK教育『天才てれびくんMAX』にてれび戦士として3年間出演。
- 2011年 - J-beansから有限会社isに移籍[1]。

## 出演

### バラエティ
- 天才てれびくんMAX（2007年4月2日 - 2010年3月25日、NHK教育テレビ） - てれび戦士

### テレビドラマ
- 仮面ライダーフォーゼ 第29・30・45・46・48話（2012年4月1日・8日、8月5日・12日・26日、テレビ朝日） - 草尾ハル 役
- ブラックボード〜時代と戦った教師たち〜 第2夜（2012年4月6日、TBS） - 福田示現 役

### 映画
- 仮面ライダーフォーゼ THE MOVIE みんなで宇宙キターッ!（2012年8月4日、東映） - 草尾ハル 役（友情出演）
- ジョフクの恋（2013年7月19日） - 安達一郎 役
- 好きっていいなよ。（2014年7月12日、松竹） - 司会者 役
- 神さまの言うとおり（2014年11月15日、東宝）
- 岬の兄妹（2018年7月14日、プレシディオ） - くにお 役

### 舞台
- あまもり（2015年4月1日 - 5日、東京芸術劇場 シアターウエスト）
- 神さんは勉強ができない（2016年2月5日 - 7日、高田馬場ラビネスト）

### CM
- 花王 ハミング

## 書籍

### 雑誌連載
- sesame（2004年 - 2006年、朝日新聞出版） - 専属モデル